# Jayro Bustamante

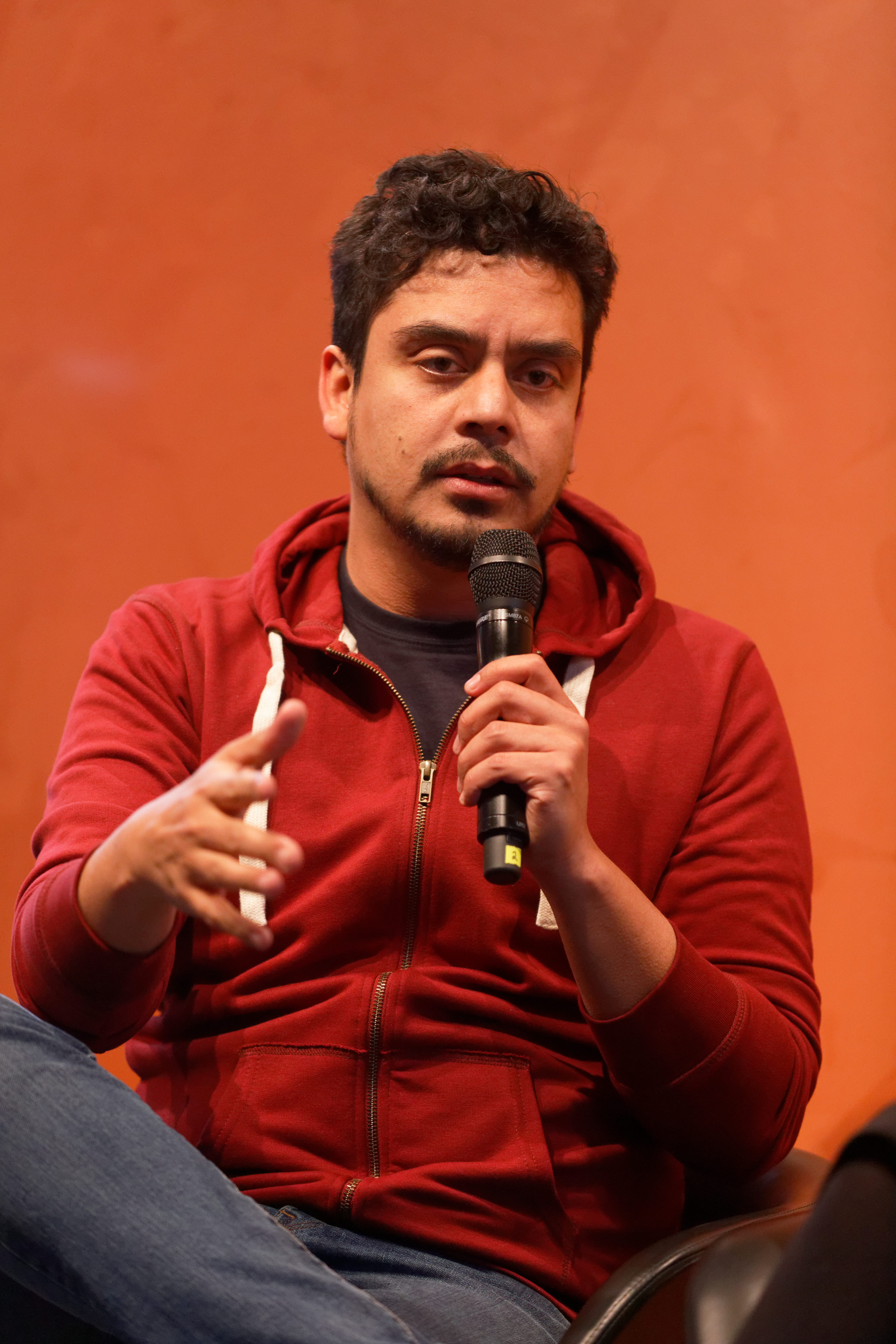
Jayro Bustamante bei der Berlinale 2017

Jayro Bustamante (* 1977 in Guatemala) ist ein guatemaltekischer Filmregisseur, Drehbuchautor und Produzent. Bustamante, Sohn einer Ärztin, lebte bis zu seinem 14. Lebensjahr in den Hochplateaus von Guatemala.

## Leben
Bustamante studierte zunächst Kommunikation an der Universidad de San Carlos de Guatemala in Guatemala-Stadt. Im Anschluss arbeitete er bei der international tätigen Agentur Ogilvy & Mather als Regisseur für Werbespots.
Danach studierte Bustamanta Regie am Conservatoire Libre du Cinéma Français in Paris und Drehbuch am Centro Sperimentale di Cinematografia in Rom.
Im Jahr 2009 gründete Bustamante gemeinsam mit Marina Peralta die Produktionsfirma La Casa de Producción in Panajachel, Guatemala, welche die meisten seiner Filme bislang produzierte.
Erste internationale Aufmerksamkeit erlangte Bustamante vor allem durch seinen Kurzfilm Cuando sea grande (dt. Übersetzung: „Wenn ich erwachsen bin“), der unter anderem 2012 auf der Alpinale zu sehen war.
Bustamante war mit seinem Film Ixcanul (2015) im Wettbewerb der 65. Berlinale vertreten. Er ist damit der erste guatemaltekische Regisseur, der zum Berlinale-Wettbewerb eingeladen wurde.
Ixcanul wurde im Rahmen der 65. Berlinale als „Spielfilm, der neue Perspektiven eröffnet“ mit dem Alfred-Bauer-Preis 2015 ausgezeichnet. Auch erhielt der Film eine Nominierung für den Amnesty-Filmpreis der Berlinale. Sein jüngster Film La Llorona wurde von Guatemala als Beitrag für die Oscarverleihung 2021 in der Kategorie Bester Internationaler Film eingereicht. Im Sommer 2024 wurde Bustamante Mitglied der Academy of Motion Picture Arts and Sciences.

## Filmografie (Auswahl)
- 2006: Todo es cuestion de trapos (Kurzfilm)
- 2009: Usted
- 2010: Au détour des murs, les visages d’une cité (Dokumentarfilm)
- 2011: Cuando sea grande (Kurzfilm)
- 2014: El escuadron de la muerte (in Produktion)
- 2015: Ixcanul
- 2019: Das Beben
- 2019: La Llorona
- 2024: Rita

## Einladungen zu Filmfestivals und -messen
Auswahl
- 2012: Alpinale (Nenzing, Österreich) mit Cuando sea grande
- 2014: Festival Internacional de Cine de San Sebastián (San Sebastián, Spanien) – Sektion Films in Progress mit Ixcanul
- 2014: Cinergia (San José, Costa Rica) – Sektion Films in Progress mit Ixcanul
- 2014: FLICC – Mercado Audiovisual Latinoamericano (Mexiko-Stadt, Mexiko) – Sektion Films in Progress mit Ixcanul
- 2015: 65. Berlinale (Deutschland) – Sektion Wettbewerb mit Ixcanul
- 2015: FICG – Festival Internacional de Cine en Guadalajara (Guadalajara, Mexiko) mit Ixcanul
- 2015: FICCI – Festival Internacional de Cine de Cartagena de Indias (Cartagena, Kolumbien) mit Ixcanul